# Wen Ťia
Wen Ťia (čínsky pchin-jinem Wén Jiā, znaky 文嘉, 1501–1583) byl čínský malíř mingského období.

## Jména
Wen Ťia používal zdvořilostní jméno Siou-čcheng (čínsky pchin-jinem Xiūchéng, znaky 休承) a pseudonym Wen-šuej (čínsky pchin-jinem Wénshuǐ, znaky 文水).

## Život a dílo

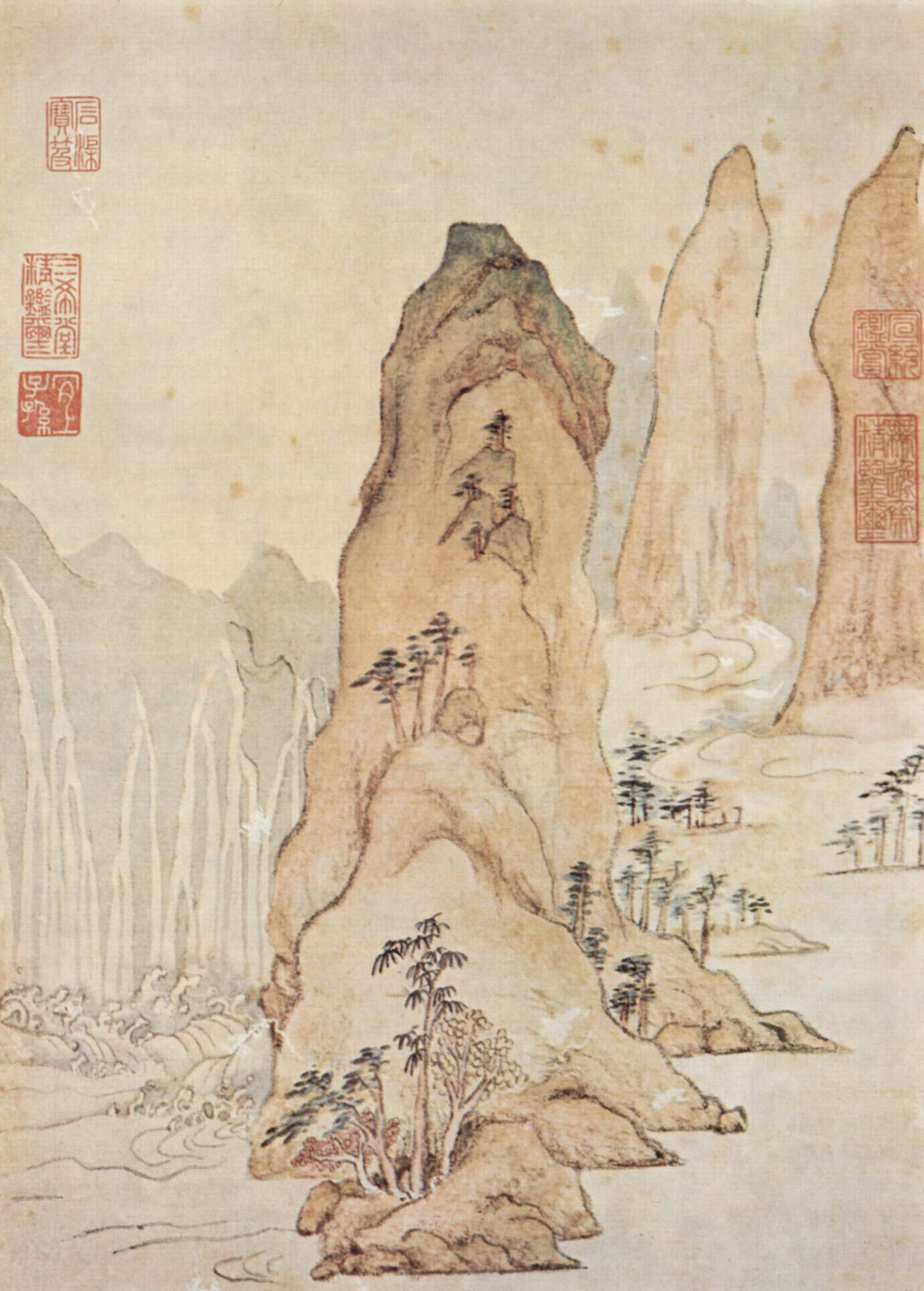
Wen Ťia, Krajina v duchu Tu Fua

Wen Ťia pocházel ze Su-čou (dnes v provincii Ťiang-su), z majetné rodiny vzdělané džentry, byl synem slavného umělce Wen Čeng-minga. Se svým bratrem Wen Pchengem byl úspěšným malířem, především krajin.